# Scott Morgan
Scott Morgan är en rockmusiker från Detroit, USA. Morgan har bland annat varit sångare i bandet Sonic's Rendezvous Band, ett band han hade tillsammans med Fred Sonic Smith från MC5. Han har också spelat in fyra skivor tillsammans med Nicke Andersson från The Hellacopters, två under namnet The Hydromatics och två under namnet The Solution.